# Paranthropus boisei
A Paranthropus boisei egy kihalt hominidafaj, amely Kelet-Afrikában élt 2,5-1,15 millió évvel ezelőtt, a kora pleisztocénben. Első kövületét Mary Leakey tárta fel 1959-ben és a fajt férje, Louis Leakey írta le egy hónappal később. Leakeyék eredetileg a Zinjanthropus boisei nevet adták neki, de később áthelyezték a robusztus australopithecusokat csoportosító Paranthropus nembe. 
A P. boisei masszív koponyával, állkapcsokkal rendelkezett, őrlőfogai pedig a legnagyobbak és legvastagabb zománcúak valamennyi emberszabású között. 450-550 cm3-es agymérete megfelelt a többi australopithecusénak. A fosszilizálódott koponyák mérete jelentősen különbözik, ezért feltételezik hogy a fajnál jelentős volt a szexuális dimorfizmus, a hímek jóval nagyobbak voltak a nőstényeknél. Mivel vázcsontokból kevés maradt ránk, nehéz megítélni testméretüket, de a hímek 155 cm magasak és 62 kilósak lehettek, míg a nőstények 125 cm magasak voltak. Kar- és kézcsontjaik alapján nem kizárt hogy részben fákon éltek és kézszerkezetük megengedte a szerszámkészítést.
Korábban úgy vélték, hogy a P. boisei erőteljes fogaival diókat és magvakat tört fel. A kopásvizsgálatok és a szénizotópmérések alapján újabban úgy tűnik, hogy főleg gyümölcsön élt és csak szükség esetén fanyalodott füvekre és gyökerekre. Többnyire erdős, ligetes vidékeken lakott, kortársa volt a H. habilis-nek, a H. rudolfensis-nek, a H. ergaster-nek és a H. erectus-nak. Természetes ellenségei közé a nagymacskák, krokodilok, hiénák tartoztak.

## Felfedezése

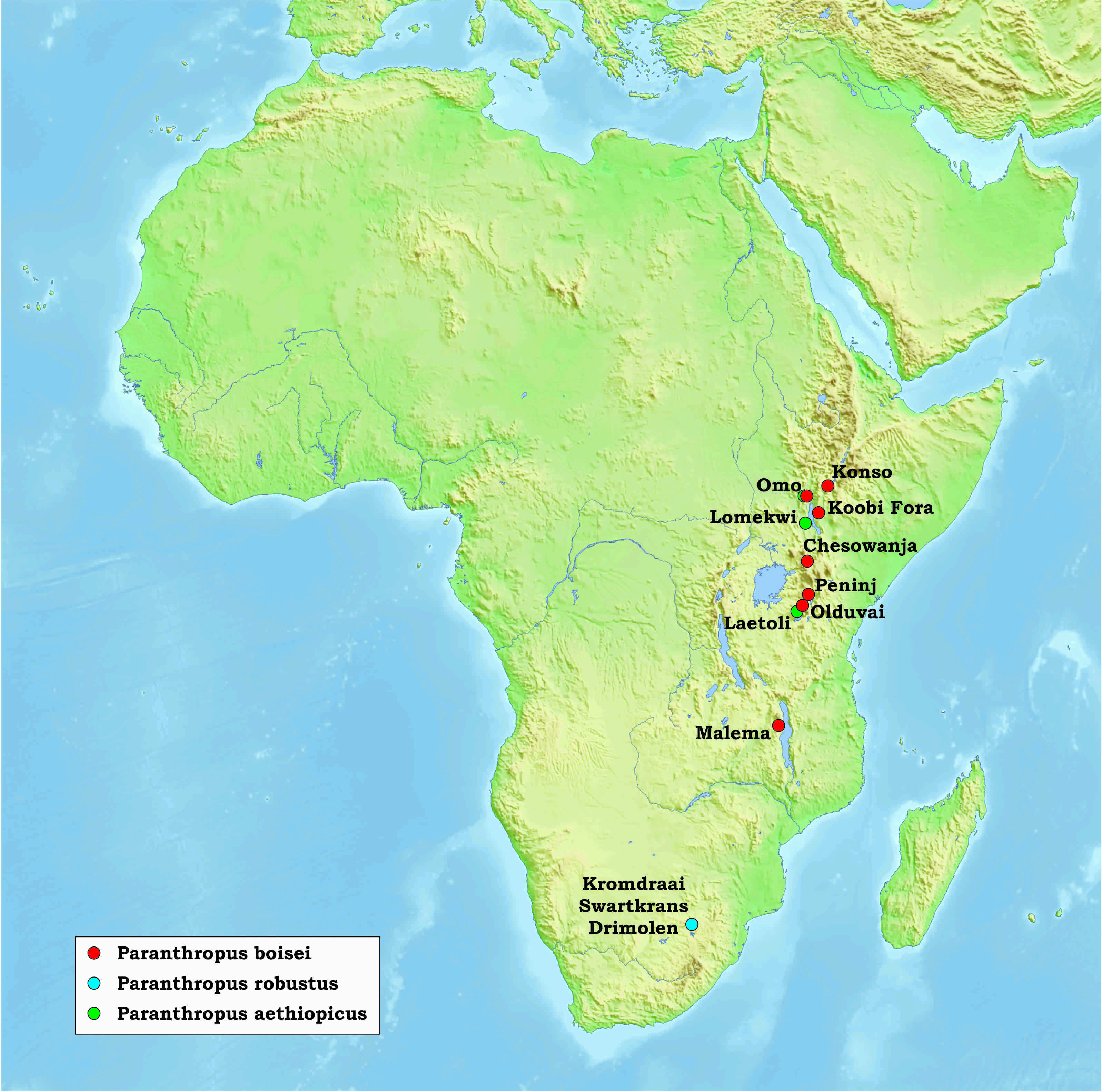
Paranthropus-leletek Afrikában (a P. boisei vörössel jelölve)

A faj első, "Olduvai hominida (OH) 3" jelzésű leletei – egy gyerek tejfogai közé tartozó szemfog és zápfog – 1955-ben kerültek elő a tanzániai Olduvai-szurdokban. 1959. július 1-én Mary Leakey paleoantropológus ugyanabban a szurdokban egy állkapocs nélküli koponyát talált, amely az OH 5 jelzést kapta. A maradványok nyilvánvaló australopithecus-szerű (nem pedig a Homo nemzetségbe tartozó) jellegeket mutattak. Abban az időben az australopithecusoknak két neme volt ismert, a Raymond Dart által felfedezett Australopithecus és a Paranthropus, amelynek akkor egyetlen képviselőjét, a P. robustus-t Robert Broom írta le Dél-Afrikából. Louis Leakey (Mary férje) úgy vélte, hogy a koponya mindkét nem jellegzetességeit magán hordozza, de 20 különbséget is feljegyzett és ezért 1959. augusztus 15-én egy új nemzetség képviselőjeként a Zinjanthropus boisei nevet adta az új fajnak, pénzügyi támogatójuk, Charles Watson Boise után.
Mary és Louis Leakey az 1930-as évektől kezdve végeztek ásatásokat Tanzániában, bár a munkát a második világháború miatt néhány évre fel kellett függeszteniük.  1951-ben újrakezdték a munkát, de az első években jórészt csak kőszerszámokat és állatok kövületeit tárták fel. 1959. július 17-ének reggelén Louis nem érezte jól magát és a táborban maradt, Mary pedig kiment ásni a Frida Leakey korongóba (a korongo vízmosást jelent szuahéliül; ez felfedezőjéről, Louis első feleségéről kapta a nevét). Délelőtt 11 körül észrevett egy csontdarabot, amely hominidaszerű koponya részének tűnt. Lesöpörte a leletet takaró talaj egy részét, majd amikor egy állkapocs ívébe ágyazódó két jókora fogat talált, visszasietett a táborba, hogy bejelentse a felfedezést. Ezt követően kövekkel körbevették a fosszíliát, hogy megvédjék az időjárás viszontagságaitól, mert a teljes feltárással meg akarták várni a fotóst. A részletesen, fényképekkel is dokumentált feltárás másnap kezdődött meg. Augusztus 6-ra sikerült kiásni egy részleges koponyát, bár annak szétszóródott darabjait a kőtörmelékből kellett kikeresgélni.
Louis Leakey a fogazat alapján megállapította hogy a koponya eredeti tulajdonosa serdülő vagy fiatal felnőtt korában pusztult el. A házaspár a Dear Boy (Drága Fiú) becenevet adta a leletnek. A fosszília leírása során Louis a naplójában először a Titanohomo mirabilis ("csodálatos titánember") nevet adta a fajnak, amely végül a Zinjanthropus boisei nevet kapta. Zinj a kelet-afrikai partvidék arab neve, a görög anthroposz embert jelent, Charles Watson Boise pedig 1948 óta finanszírozta Leakey ásatásait; vagyis a faj neve "Boise kelet-afrikai embere" lett. A leletet később áthelyezték a Paranthropus nemzetségbe és átnevezték P. boisei-re.. Az OH 5 lelet a faj holotípusa maradt.
Louis Leakey egy héttel a feltárás után levelet írt a Nature-nek, hogy bejelentse a felfedezést, majd 1960 januárjában a Current Anthropology-ban részletes leírást is közölt. A National Geographic 1960 szeptemberi számába is írt egy cikket a Zinjanthropus-ról, amelynek korát akkor 600 ezer évre becsülte. A kálium-argon módszerrel végzett izotópos kormeghatározás azonban 1,75 millió éves kort adott. A korabeli újságok vaskos állkapcsa és jókora fogai miatt "diótörő embernek" keresztelték el az újonnan felfedezett emberfajt.
Amikor Leakey Kinshasában bemutatta felfedezését az őstörténészek 4. pánafrikai kongresszusán, kollégái vonakodtak egyetlen lelet alapján bevezetni egy új nemet és inkább a Paranthropus nembe helyezték az új fajt. Leakey nem fogadta el az álláspontjukat és a huzavona még éveken át folytatódott; ezt egyes kollégáival való viszonya is megsínylette. Leakey eredetileg úgy vélte, hogy a P. boisei a modern ember közvetlen őse és ő készítette azokat a kezdetleges kőeszközöket, amelyet a koponya környékén találtak. Ezt az álláspontját azonban revideálta, amikor két évvel később a felesége a nagyobb agyú Homo habilis csontjait tárta fel a közelben. Az OH 5 mindenesetre híressé tette Leakeyt és nagyobb figyelmet irányított az ősrégészet területére. A koponyát felfedezése után Kenyába vitték, de 1965 januárjában visszakerült Tanzániába, ahol a Dar es-Salaam-i Nemzeti Múzeumban állították ki (itt látható ma is).

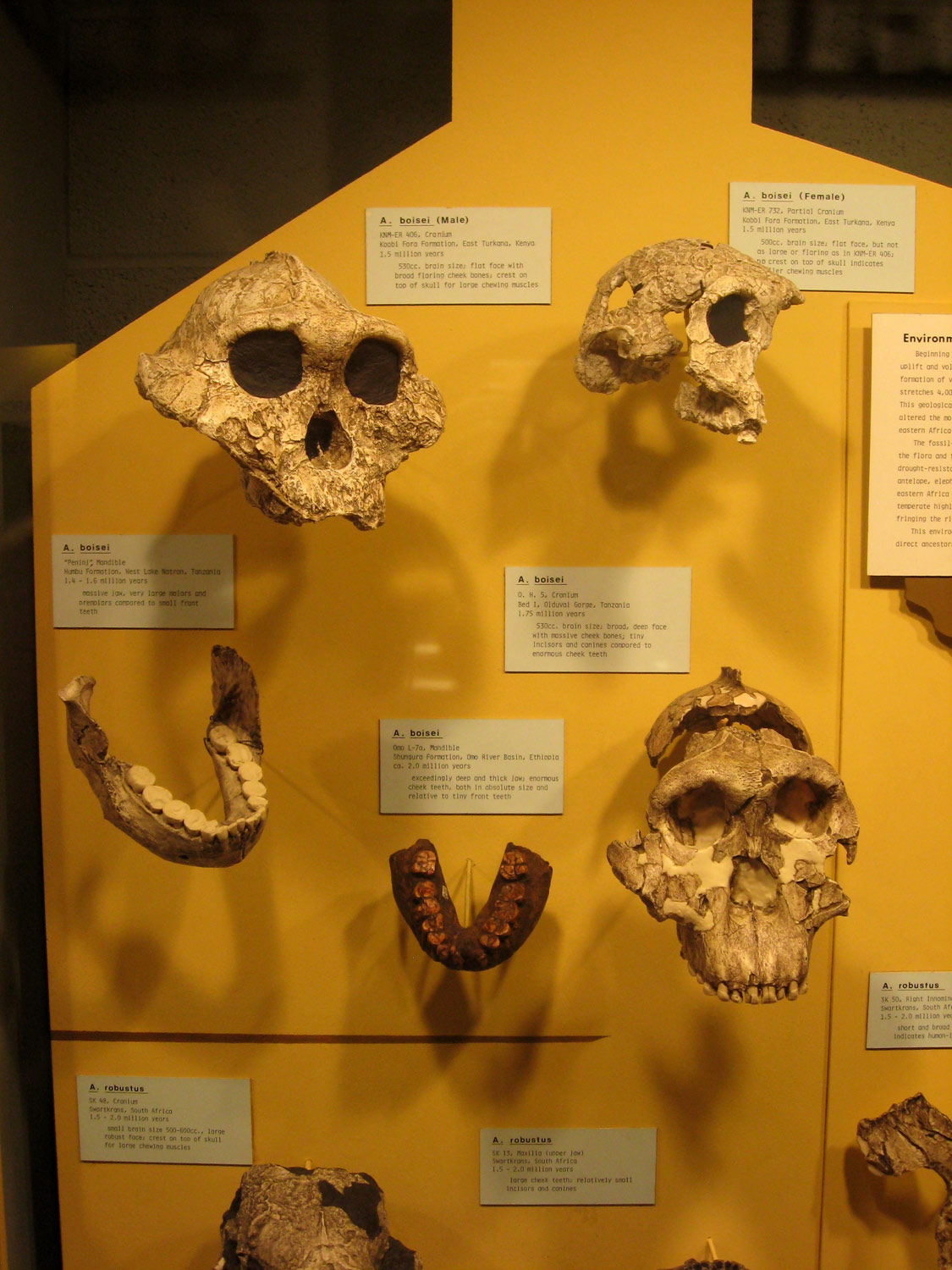
P. boisei példányok

Az első alsó állkapcsot, a Peninj 1 jelű leletet 1964-ben találták meg a Nátron-tónál, az Olduvai-szurdoktól kissé északra.:107 Ezt követően Etiópiából és Kenyából több P. boisei-fosszília is előkerült, amelyek még több információt nyújtottak az arckoponya szerkezetéről. Különösen értékes volt a kenyai Koobi Fora régióban 1970-ben talált majdnem teljes koponya, a KNM-ER 406.:108–109 1997-ben az etiópiai Konsóban egy koponyát és állkapcsot együttesen sikerült feltárni (a KGA10-525 jelű, amely egyúttal az eddigi egyik legnagyobb példány). 1999-ben a malawii Malemában fedeztek fel egy állkapcsot, amely mintegy 2 ezer km-rel tolta ki dél felé a faj elterjedését.:109 A csontváz és a koponya darabjainak együttes kiásására csak 2013-ban került sor először (OH 80, fogak, valamint kar- és lábcsontok). Korábban a csontváz részeit csak bizonytalan besorolású állkapocstöredékekkel lehetett azonosítani, mint a KNM-ER 1500 esetében. Az OH 80 mellett olduvai kőeszközöket is találtak. Az OH 80 alapján az addigi bizonytalan hovatartozású Kooba Fora-i KNM-ER 739, 1504, 6020, és 1591 felkarcsont-töredékek is a P. boisei-nek tulajdoníthatók. 2020-ban közölték, hogy Kenyában első ízben sikerült feltárni a faj kézcsontjait (egy majdnem teljes kar részeként; KNM-ER 47000 lelet) 

## Osztályozás
A Paranthropus nembe az úgynevezett robusztus australopithecusok tartoznak: a P. boisei, a P. aethiopicus és a P. robustus. A fajok közös, monofiletikus származása azonban vitatott, egyes kutatók szerint csak hasonló testalkatú, de más eredetű fajokat raktak össze egy mesterséges, parafiletikus csoportba. A csontvázleletek kis száma miatt az egymás közötti és más australopithecusokkal való részletes összehasonlítás nehézségekbe ütközik. A közös eredet legfőbb bizonyítéka a masszív állkapocs; ennek szerkezete azonban erősen függ a faj étrendjétől és környezetétől és nem zárható ki, hogy egymástól függetlenül fejlődött ilyenre a P. boisei és a P. robustus esetében. A monofiletikus eredet hívei szerint a P. aethiopicus lehetett a másik két faj őse, vagy legalábbis az ős közeli rokona. A parafiletikusok mindhárom fajt áthelyeznék az Australopithecus nembe.:117–121
Amikor 1975-ben kimutatták, hogy a KNM-ER 406 P. boisei-koponya egyidős a KNM ER 3733 Homo ergaster koponyával, bebizonyosodott, hogy a Paranthropus és a Homo nem egymással párhuzamosan fejlődött ki, valamilyen Australopithecus-fajból. Ekkor még csak az A. africanus-t ismerték, de hamarosan felfedezték a kelet-afrikai A. afarensis-t, amely azonnal a közös ős szerepébe került. Az A. africanus-t megtették a Paranthropus-vonal ősének, ugyanis az A. africanus előbb élt Dél-Afrikában, mint a P. robustus. Azóta a kép annyit finomodott, hogy megtalálták az A. afarensis-szel egyidőben élt, 3,67 millió éves, bizonytalan fajbesorolású "Little Foot" australopithecus-csontvázat.
Az australopithecusok rokonsági viszonyai és leszármazási vonalai még mindig vitatottak. Amennyiben például úgy vesszük, hogy a dél-afrikai A. sediba (amely az A. africanus-tól származik) a Homo nem őse vagy közeli rokona, akkor az A. africanus közelebbi rokonságban áll a Homó-val, mint a Paranthropus-szal. Akkor viszont valószínűbb, hogy az etiópiai A. garhi nem az A. africanus, hanem a P. aethiopicus őse lehetett (feltételezve hogy a Paranthropus monofiletikus és hogy a P. aethiopicus akkor alakult ki Kelet-Afrikában, amikor csak az A. garhi élt ott).
- Monofiletikus leszármazás

|  | P. aethiopicus                                            |
|  |                                                           |
|  | \| \| P. boisei \| \| \| \| \| \| P. robustus \| \| \| \| |
|  |                                                           |
|  | P. boisei                                                 |
|  |                                                           |
|  | P. robustus                                               |
|  |                                                           |

|  | P. boisei   |
|  |             |
|  | P. robustus |
|  |             |

|  | P. aethiopicus                                            |
|  |                                                           |
|  | \| \| P. boisei \| \| \| \| \| \| P. robustus \| \| \| \| |
|  |                                                           |
|  | P. boisei                                                 |
|  |                                                           |
|  | P. robustus                                               |
|  |                                                           |

|  | P. boisei   |
|  |             |
|  | P. robustus |
|  |             |

|  | Homo                    |
|  |                         |
|  | Australopithecus sediba |
|  |                         |

|                | A. garhi                                                  |
|                |                                                           |
| P. aethiopicus | \| \| P. boisei \| \| \| \| \| \| P. robustus \| \| \| \| |
|                | \| \| P. boisei \| \| \| \| \| \| P. robustus \| \| \| \| |
|                | P. boisei                                                 |
|                |                                                           |
|                | P. robustus                                               |
|                |                                                           |

|  | P. boisei   |
|  |             |
|  | P. robustus |
|  |             |

|  | Homo                    |
|  |                         |
|  | Australopithecus sediba |
|  |                         |

|                | A. garhi                                                  |
|                |                                                           |
| P. aethiopicus | \| \| P. boisei \| \| \| \| \| \| P. robustus \| \| \| \| |
|                | \| \| P. boisei \| \| \| \| \| \| P. robustus \| \| \| \| |
|                | P. boisei                                                 |
|                |                                                           |
|                | P. robustus                                               |
|                |                                                           |

|  | P. boisei   |
|  |             |
|  | P. robustus |
|  |             |

- Parafiletikus leszármazás

|  | A. africanus |
|  |              |
|  | P. robustus  |
|  |              |

|  | P. aethiopicus |
|  |                |
|  | P. boisei      |
|  |                |

A nemzetség legkorábbi képviselője a P. aethiopicus. Legrégebbi, 2,6 millió éves fosszíliái az etiópiai Omo Kibish formációból kerültek elő. Lehetséges, hogy jóval korábban, 3,3 millió éve alakult ki, az akkori nagy kiterjedésű kenyai folyómenti síkságokon. A legrégebbi (malawii) P. boisei-maradványok 2,3 millió évesek, míg a legfiatalabb az Olduvai-szurdokban kiásott, 1,34 millió éves OH 80. Mivel ebből az időszakból eléggé hiányos a kövületállomány, lehetséges, hogy a P. boisei egészen 1 millió évvel ezelőttig fennmaradt.:109 Mintegy egymillió éves fennállása alatt a faj testfelépítése alig változott.

## Testfelépítése

### Koponya

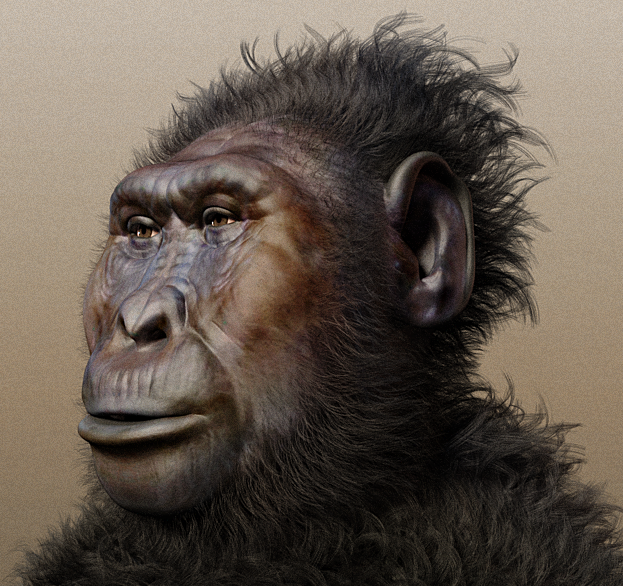
A P. boisei egyik lehetséges rekonstrukciója

A P. boisei a robusztus australopithecusok között is a legvaskosabb felépítésű volt, nagyobb és erőteljesebb, mint a dél-afrikai P. robustus.:120 Koponyája erőteljes, homlokeresze jól fejlett, homlokcsontja hátracsapott, szemüregének alsó széle lekerekített, járomcsontja kiálló és homorú, szájpadcsontja vastag, alsó állkapcsa erőteljes és magas. Mindezen jellegzetességek feltehetően a kemény táplálék megrágását tették lehetővé, bár a vastag szájpadlás lehet az arckoponya megnyúlásának mellékhatása is. A járomcsont és az állkapocs felülete érdes-göcsörtös, a hímek fejtetőjén és koponyájuk hátsó részén pedig olyan taréjok fejlődtek, amelyek masszív rágóizmokra engednek következtetni.
A metszőfogak és szemfogak visszafejlődtek, vagyis a P. boisei valószínűleg nem tudott egyszerre nagy ételdarabokat leharapni. Ezzel szemben mind a hím, mind a nőstény zápfogai hatalmasra nőttek. A felső állkapocsban az első zápfog felszíne átlagosan 250 mm2, a második 320, a harmadik pedig 315 mm2. Az alsó állkapocsban az első zápfog nagyjából 260, a második 315, a harmadik 340 mm2-es. A zápfogak gumói alacsonyak és lekerekítettek. Az előzápfogak a zápfogakhoz hasonlóak, vagyis a P. boisei-nek igen nagy táplálékőrlő felszín állt a rendelkezésére. A zápfogakat és előzápfogakat valamennyi emberszabású közül az egyik legvastagabb zománcréteg borítja; ez is kemény, nehezen rágható táplálékra enged következtetni.:128–132

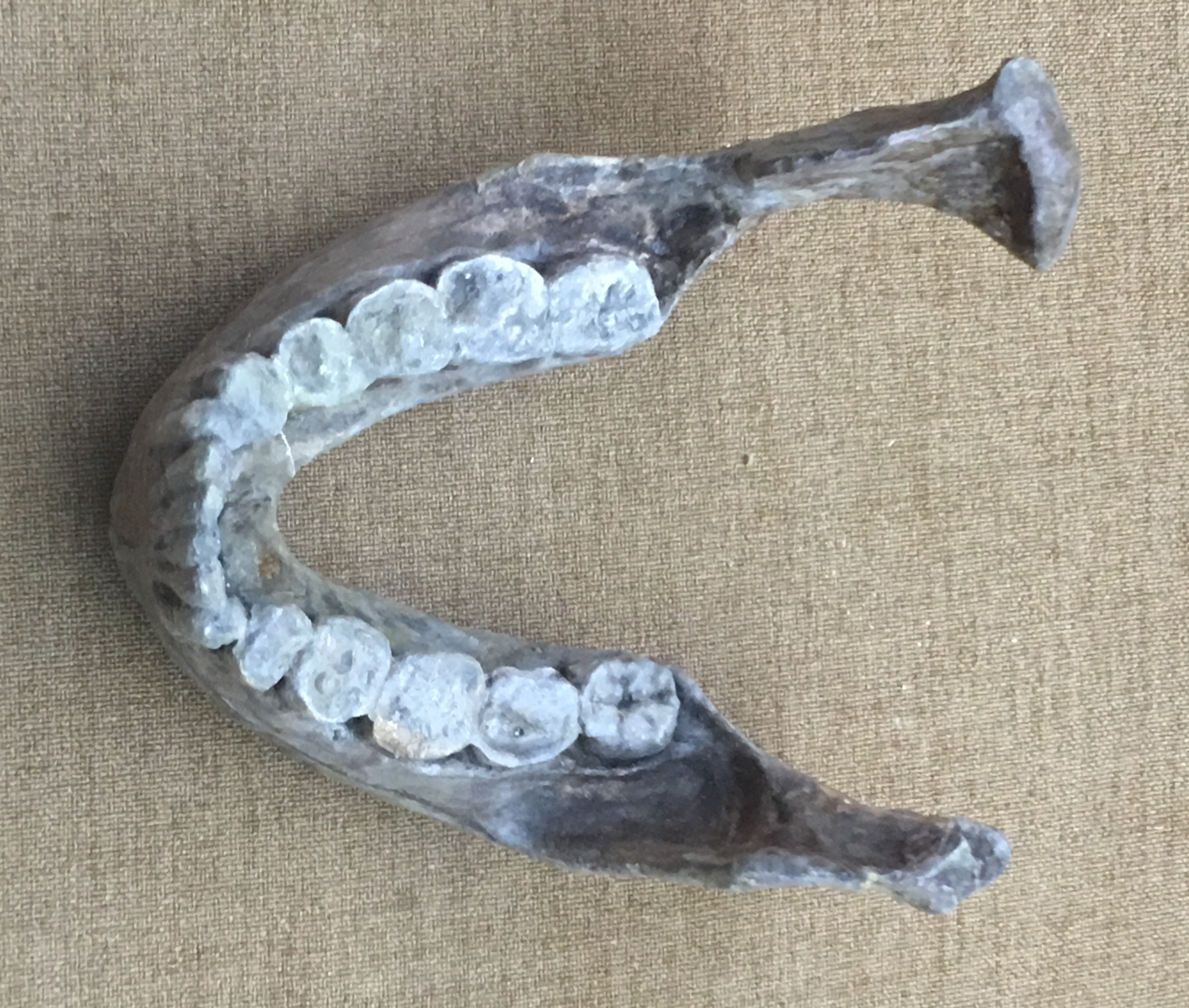
A Peninj 1 alsó állkapocslelet

Tíz P. boisei példány koponyaűrtérfogatát 444–545 cm3 közöttire mérték; az átlag 487,5 cm3 volt. Figyelembe kell venni azonban, hogy a legkisebb példány, az Omo L338‐y6 még nem volt kifejlett, valamint sok koponyának hiányzik vagy erősen sérült a homlokcsontja, ami nehezíti a térfogatbecslést. A többi australopithecus agytérfogata 400–500 cm3 között változott, a korabeli Homo-fajoké pedig 500–900 cm3 között.
Fogaik növekedése alapján úgy vélik, hogy az australopithecusok – az emberszabású majmokhoz hasonlóan – gyorsabban növekedtek és hamarabb érték el a felnőttkort, mint a mai emberek. A korai hominidáknál 2,5-4,5 éves korban bújt elő az első állandó őrlőfog, szemben az ember átlagos 5,8 évével.

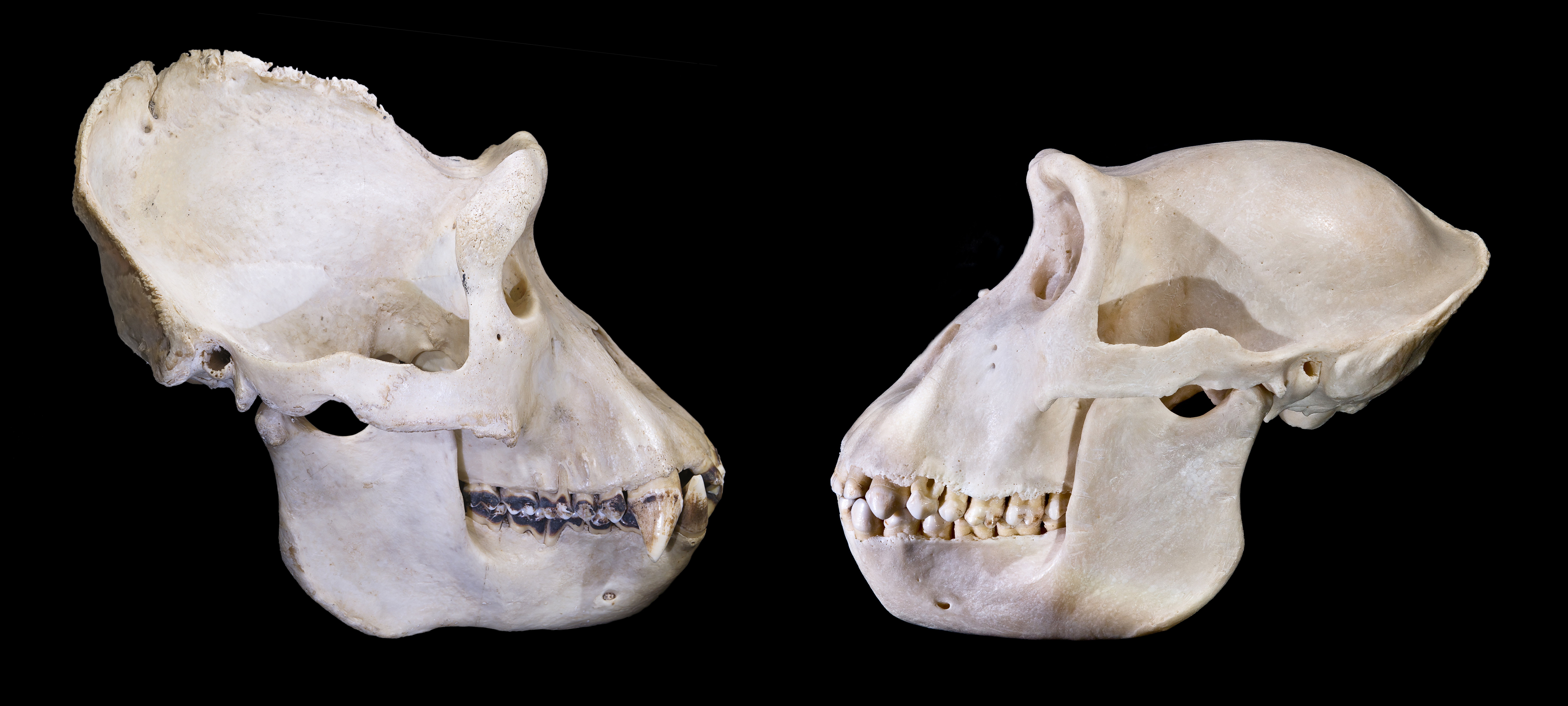
Hím (balra) és nőstény (jobbra) nyugati gorilla koponyája

A mai gorillák esetében a fejtetőn található csonttaraj magasabb a hímek, mint a nőstények esetében, ezért egyes feltételezések szerint a taraj nem csak a rágóizmoknak biztosít tapadási felületet, hanem méretét a szexuális szelekció is befolyásolhatja. A nyugati gorilláknál kimutatták hogy a magasabb fejű (és nagyobb farizmú) hímek reprodukciós sikere nagyobb volt. Elképzelhető, hogy hasonló mechanizmus létezett a P. boisei esetében is, bár az elmélet kritikusai szerint az erősebb rágóizmok arra is alkalmasak, hogy a gorillahímek az egymás közti agresszió során szájukat szélesebbre tárva látványosabban mutogathassák erőteljes szemfogaikat. A P. boisei szemfogai viszont kicsik voltak.

### Csontváz
A talált koponyák mérete igen széles határok között változik, ami erőteljes szexuális dimorfizmusra utal: a hímek jelentősen nagyobbak voltak a nőstényeknél. Mivel azonban alig állnak rendelkezésre csontvázmaradványok (kivéve a hímnek vélt OH 80-at), a dimorfizmus tényleges mértékét nehéz megítélni. Ha az eltörése előtt 40 cm hosszú combcsontot vesszük alapul és az emberi testalkat arányait vetítjük rá (ami eléggé bizonytalan állítás), az OH 80 életében 156,3 cm magas lehetett. Összehasonlításul a mai emberek átlagmagassága (1900-ban, az akcelerációs magasságnövekedés előtt) 163 cm volt a férfiak és 152,7 cm a nők esetében. A combcsont feje, ami alapján a legjobban lehet megbecsülni a testtömeget, sajnos hiányzik, de a csont többi része alapján az OH 80 50 kg-os lehetett emberi testarányokkal vagy 61,7 kg-os, ha egy emberszabású majom arányait vesszük alapul. A bizonytalan besorolású, nősténynek feltételezett KNM-ER 1500 tulajdonosa 124 cm magas lehetett, ami megfelel a szexuális dimorfizmus feltételezett mértékének. Ha ez a combcsont tényleg egy P. boisei-hez tartozott, akkor annak végtagjai igen hasonlóak voltak a vele egy időben élő H. habilis-éhez.:116

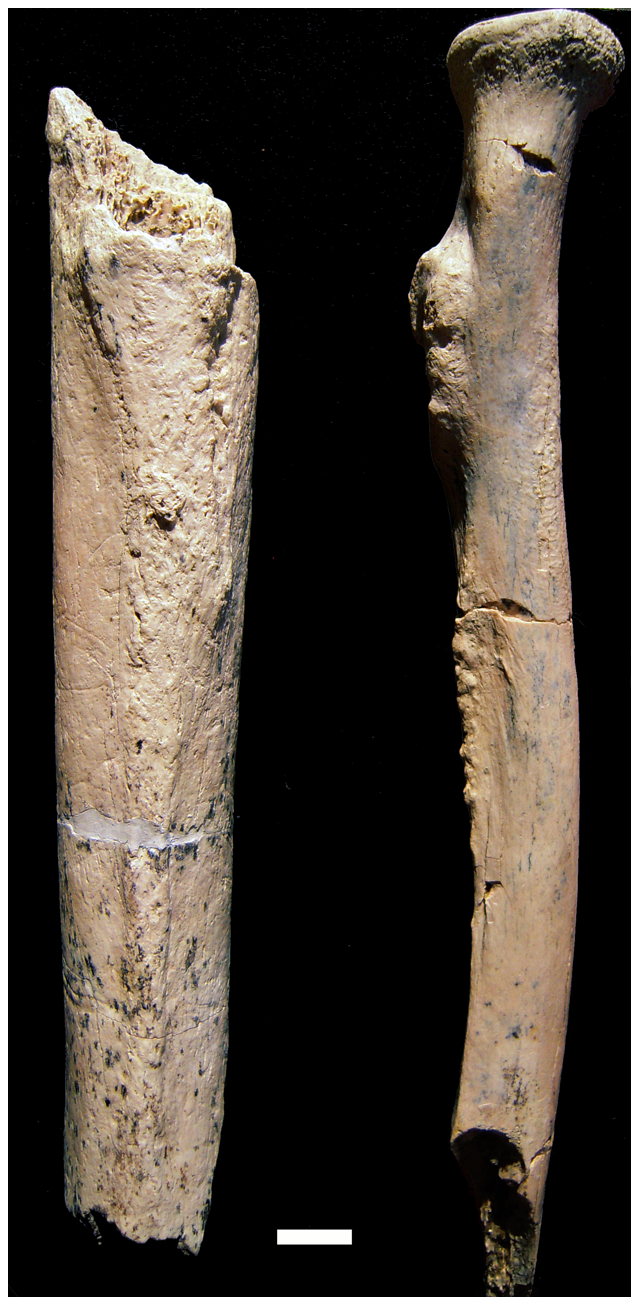
Az OH 80 combcsontja (balra) és orsócsontja (jobbra). A méretarányt jelző vonal 1 cm hosszú

Az OH 80 combcsontja ezzel szemben inkább a H. erectus-éra hasonlít: meglehetősen vastag, teste oldalirányban lapított és csípőízülete is hasonló lehetett. A nyak határát jelző linea intertrochanterica viszont határozottabb az OH 80 esetében, a nagy farizom kapcsolódásának helye közelebb áll a csont tengelyéhez, a csont teste pedig oldalnézetben egyenesebb, ami azt jelzi, hogy a két faj esetében eltérő volt a combcsont teherbíró képessége. A P. robustus-hoz képest az OH 80 karcsontjai erőteljesebbek és könyökízülete mutat bizonyos hasonlóságot a mai gibbonokéval és az orángutánéval. Ez arra utalhat, hogy a P. boisei egyaránt jól járhatott két lábon és függeszkedhetett a fákon; de arra is, hogy teljesen kétlábú életmód mellett felsőtestén megtartotta fán lakó őseinek egyes anatómiai sajátosságait. Ezzel szemben a P. robustus keze nem alkalmas ágakon függeszkedő életmódra. A P. boisei KNM-ER 47000 példányának keze australopithecus-szerű anatómiát mutat, harmadik kézközépcsontján nincs az emberre jellemző, csuklóhoz kapcsolódó nyúlványa, hüvelykujja gyengébb a mai emberénél, ujjcsontjai pedig íveltek, ami általában az ágon függeszkedő életmód jele. Bár keze nem volt olyan ügyes a tárgyak, szerszámok manipulálásában mint az emberé, azért képes lehetett egyszerű eszközök készítésére és használatára.

## Életmódja

### Étrendje
Az 50-es években azt feltételezték a Paranthropus-okról (akkor még csak a P. robustus volt ismert), hogy kemény növényi táplálék egy viszonylag szűk spektrumára specializálódott, ezért az volt az általános nézet, hogy azért halt ki, mert nem tudott úgy alkalmazkodni a pleisztocén gyorsan változó éghajlatához, mint a generalizált étrendű Homo-fajok. Egy időben úgy vélték, hogy a P. boisei diókat, magvakat tört fel masszív fogaival, ezért is adták neki a "diótörő ember" becenevet.

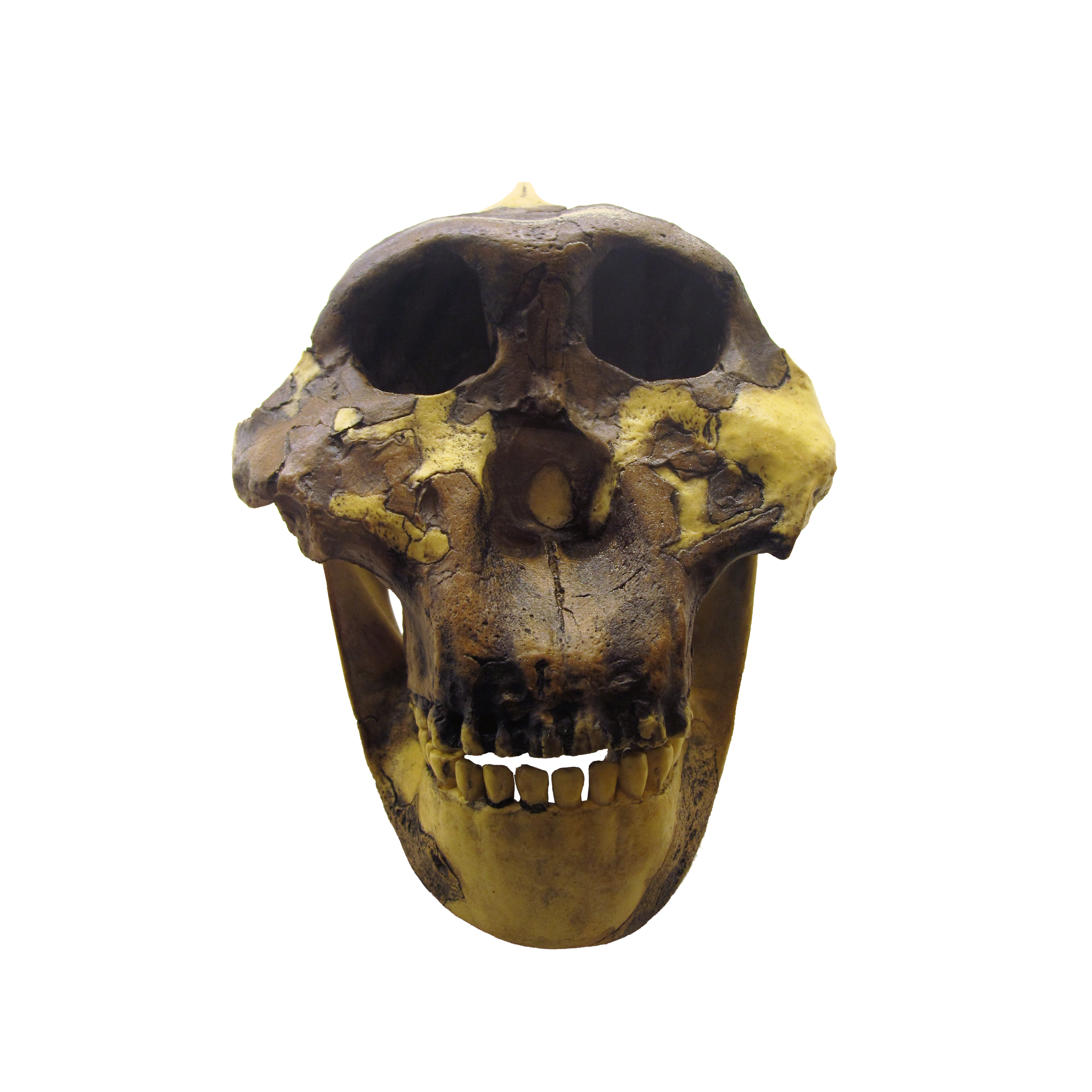
Az MGL 95211 koponya és állkapocs rekonstrukciója

1981-ben aztán kimutatták, hogy a P. boisei fogainak mikrokopási mintázata megkülönböztethetetlen a mai, főleg gyümölcsevő mandrillétól, csimpánzétól vagy orangutánétól. A P. boisei fogainak kopása eltér a P. robustus-étól és arra utal, hogy nagyon ritkán ropogtatott kemény magvakat. A szénizotópos vizsgálatok szerint elsősorban a C4 típusú fotoszintézist használó növényeket ettek, vagyis alacsony tápértékű, de a fogakat koptató füveket és sásokat. Mindkét faj feltehetően főleg gyümölcsökkel, magas tápértékű növényekkel táplálkozott és csak amikor ezek nem álltak rendelkezésre, akkor fanyalodtak olyan növényekre, amelyeknél előnyt jelentett a súlyos állkapocs és a vaskos fogak. Szükség esetén a mai gorillák is képesek hosszabb ideig fenntartani magukat rosszabb minőségű, alacsony tápértékű táplálékon; ezzel szemben a gracilisebb csimpánzoknak (és feltehetően a hasonló testalkatú australopithecusoknak) szükségük van arra hogy rendszeresen hozzáférjenek a magas tápértékű ételhez. Egyes nézetek szerint a Paranthropus-ok szükségtáplálékként (vagy akár elsődleges táplálékként) gumókat és gyökereket ettek és kihalásukhoz hozzájárult, amikor a szárazabb klíma miatt ezek megritkultak és versenyezniük kellett érte a páviánokkal.
Az OH 80 közelében egyszerű kavicseszközöket és vágás nyomait magukon viselő állatcsontokat találtak. Nem bizonyított, de lehetséges, hogy a P. boisei eszközöket készített és talán valamennyi húst is fogyasztott.

## Ökológiája
Egyes vizsgálatok szerint a fosszíliák között a nagyobb emlőscsoportok ugyanolyan arányban reprezentálják magukat, mint ahogyan a mai szubszaharai Afrika élőhelyein előfordulnak. Ha a korai hominidák gyakoriságát ugyanakkorának vesszük, mint a más nagytestű emlősökét, akkor 0,006–1,7 egyed/km2 népsűrűséget kapunk. Ha a hominidák fosszíliáit a patások, elefántok, vízilovak kövületeinek gyakoriságával vetjük össze akkor is viszonylag hasonló, 0,001–2,58 egyed/km2-es értéket kapunk. Más, a mai állatok ökológiáján alapuló számítások egy 52 kg-os állat esetében 0,769 egyed/km2-t eredményeztek növényevők, 0,077 egyed/km2-t ha mindenevők, 0,0004 egyed/km2-t pedig húsevők esetében.
A P. boisei maradványait többnyire olyan vidékeken találták meg, amelyeken abban a korban erdős, vizes környezet uralkodott: folyómenti ártéri erdők, ligetes vagy száraz bozótosok; az egyetlen kivételnek a malawi szavannai környezet számít. Kelet-Afrikában a pleisztocén során nagy kiterjedésű tengerpart-menti és hegyvidéki erdők terültek el és jókora ártéri erdők (pl. az Omo folyó mentén) nyújtottak menedéket az erdei állatoknak. Ezeket az erdőket széles szavannák választották el a közép-afrikai erdőségektől, így szigetszerű élőhelyként elősegítették az endemikus fajok kifejlődését. Az australopithecusok és a korai Homo-fajok valószínűleg a hűvösebb élőhelyet preferálták, legalábbis valamennyi fosszíliájuk ezer méternél magasabban fekvő helyen keletkezett. Ebben a környezetben (amelyben a mai csimpánzok is szívesen élnek) a nappali átlaghőmérséklet 25 °C körüli, éjszaka pedig 5-10 °C-ig csökken.
A P. boisei a H. habilis, a H. rudolfensis és a H. ergaster / H. erectus kortársa volt, de egymás közötti viszonyuk nem ismert. Louis Leakey úgy magyarázta az olduvai kavicseszközök jelenlétét kövületei közelében, hogy az eszközöket a H. habilis készítette, aki a P. boisei-re vadászott. Ennek ellenére úgy nyilatkozott, hogy az OH 5-ön nincsenek nyomai kannibalizmusnak. Az OH 80 a jelek szerint egy nagymacska áldozatául esett. Az OH 35 lábát (ami vagy a P. boisei-hez vagy a H. habilis-hoz tartozik) egy leopárd haraphatta meg. A P. boisei egyéb természetes ellenségei közé tartozhatott a Chasmaporthetes nitidula hiéna, a Dinofelis és Megantereon kardfogú macskák, vagy a Crocodylus anthropophagus krokodil.
|  |

## Fordítás
- Ez a szócikk részben vagy egészben  a   Paranthropus boisei című angol Wikipédia-szócikk ezen változatának fordításán alapul.  Az eredeti cikk szerkesztőit annak laptörténete sorolja fel. Ez a jelzés csupán a megfogalmazás eredetét és a szerzői jogokat jelzi, nem szolgál a cikkben szereplő információk forrásmegjelöléseként.